# A través de Flandes 2017
L'A través de Flandes 2017 va ser la 72a edició de l'A través de Flandes. Es disputà el 22 de març de 2017 sobre un recorregut de 203,4 km amb sortida a Roeselare i arribada a Waregem. La cursa formava part de l'UCI World Tour 2017 amb una categoria 1.UWT.
El vencedor final fou el belga Yves Lampaert (Quick-Step Floors) que s'imposà en solitari després de deixar enrere als seus tres companys d'escapada a manca de 8 km per l'arribada. El seu company d'equip Philippe Gilbert  fou segon a 39" i completà el podi el kazak Alexey Lutsenko (Astana Qazaqstan Team).

## Recorregut
El recorregut és molt semblant a l'edició del 2016, amb sortida a Roeselare i arribada a Waregem sobre una distància de 203,4 km. El recorregut incloïa 4 trams plans de llambordes i 12 murs, alguns d'ells amb trams amb llambordes:
Els primers 90 km de cursa no tenen gaire dificultat, mentre els darrers 110 km concentren els 12 murs, entre els quals destaquen el Paterberg i l'Oude Kwaremont.
| Murs   | Murs             | Murs | Murs         | Murs                | Murs                 | Murs              |
| Número | Nom              | Km   | Llargada (m) | Desnivell mitjà (%) | Desnivell màxima (%) | Categoria         |
| ------ | ---------------- | ---- | ------------ | ------------------- | -------------------- | ----------------- |
| 1      | Nieuwe Kwaremont | 91   | 2.000        | 4,2 %               | 8 %                  | *                 |
| 2      | Kattenberg       | 110  | 740          | 5,9 %               | 8,2 %                | * · *             |
| 3      | Leberg           | 122  | 700          | 6,1 %               | 14 %                 | * · *             |
| 4      | Berendries       | 127  | 900          | 7,2 %               | 14 %                 | * · * · *         |
| 5      | Valkenberg       | 132  | 540          | 8,1 %               | 12,8 %               | * · * · * · *     |
| 6      | Eikenberg        | 144  | 1.250        | 5,8 %               | 10 %                 | * · * · * · *     |
| 7      | Taaienberg       | 150  | 530          | 6,6 %               | 15,8 %               | * · * · * · * · * |
| 8      | Oude Kwaremont   | 168  | 1.500        | 4 %                 | 11,6 %               | * · *             |
| 9      | Paterberg        | 171  | 365          | 12,9 %              | 20,3 %               | * · * · * · * · * |
| 10     | Vossenhol        | 182  | 1.400        | 6,5 %               | 9 %                  | * · *             |
| 11     | Holstraat        | 187  | 1.000        | 5,2 %               | 12 %                 | * · *             |
| 12     | Nokereberg       | 194  | 500          | 5,7 %               | 6,7 %                | *                 |

| 1 | Holleweg       | 111 | 1.500 |
| 2 | Haaghoek       | 120 | 1.700 |
| 3 | Varentstraat   | 177 | 2.000 |
| 4 | Herlegemstraat | 197 | 800   |

## Equips participants
En ser una nova cursa de l'UCI World Tour, tots els UCI WorldTeams són convidats a prendre-hi part, però no obligats a fer-ho. El resultat fou la participació de setze equips UCI WorldTeams, tots excepte el Dimension Data i Team Sky. Nou equips continentals professionals foren convidats a pendre-hi part per completar un gran grup amb 25 equips.
| WorldTeams (16)- AG2R La Mondiale - Astana - Bahrain-Merida - BMC Racing Team - Bora-Hansgrohe - Cannondale-Drapac - FDJ - Katusha-Alpecin - Lotto NL-Jumbo - Lotto-Soudal - Movistar Team - Orica-Scott - Quick-Step Floors - Team Sunweb - Trek-Segafredo - UAE Team Emirates Equips continentals professionals (9)- Cofidis, Solutions Crédits - Direct Énergie - Gazprom-RusVelo - Israel Cycling Academy - Roompot-Nederlandse Loterij - Sport Vlaanderen-Baloise - Verandas Willems-Crelan - Wanty-Groupe Gobert - WB-Veranclassic-Aqua Protect |
| |

## Classificació final
| \| Classificació general \| Classificació general \| Classificació general \| Classificació general \| Classificació general \| \| Corredor \| Corredor \| Equip \| Temps \| \| \| --------------------- \| --------------------- \| -------------------------- \| --------------------- \| --------------------- \| \| 1r \| Yves Lampaert \| Quick-Step Floors \| 4h 47' 26" \| \| \| 2n \| Philippe Gilbert \| Quick-Step Floors \| + 39" \| \| \| 3r \| Aleksei Lutsenko \| Astana \| + 39" \| \| \| 4t \| Luke Durbridge \| Orica-Scott \| + 39" \| \| \| 5è \| Dylan Groenewegen \| LottoNL-Jumbo \| + 1' 03" \| \| \| 6è \| Oliver Naesen \| AG2R La Mondiale \| + 1' 03" \| \| \| 7è \| Tiesj Benoot \| Lotto-Soudal \| + 1' 03" \| \| \| 8è \| Dylan van Baarle \| Cannondale-Drapac \| + 1' 03" \| \| \| 9è \| Mitchell Docker \| Orica-Scott \| + 1' 03" \| \| \| 10è \| Florian Sénéchal \| Cofidis, Solutions Crédits \| + 1' 03" \| \| |                   |                            |            |
| |                   |                            |            |
| Font: ProCyclingStats |                   |                            |            |
| Classificació general |                   |                            |            |
| Corredor | Corredor          | Equip                      | Temps      |
| 1r | Yves Lampaert     | Quick-Step Floors          | 4h 47' 26" |
| 2n | Philippe Gilbert  | Quick-Step Floors          | + 39"      |
| 3r | Aleksei Lutsenko  | Astana                     | + 39"      |
| 4t | Luke Durbridge    | Orica-Scott                | + 39"      |
| 5è | Dylan Groenewegen | LottoNL-Jumbo              | + 1' 03"   |
| 6è | Oliver Naesen     | AG2R La Mondiale           | + 1' 03"   |
| 7è | Tiesj Benoot      | Lotto-Soudal               | + 1' 03"   |
| 8è | Dylan van Baarle  | Cannondale-Drapac          | + 1' 03"   |
| 9è | Mitchell Docker   | Orica-Scott                | + 1' 03"   |
| 10è | Florian Sénéchal  | Cofidis, Solutions Crédits | + 1' 03"   |